# 对羟基苯甲酸酯

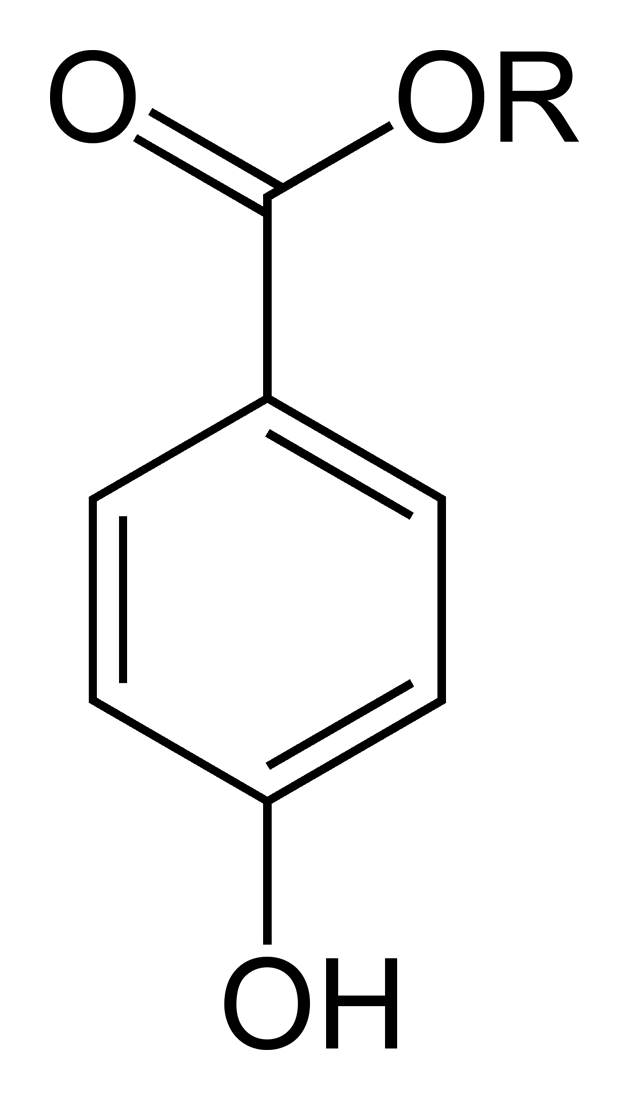
对羟基苯甲酸脂一般分子式，R为一烷羥

对羟基苯甲酸酯（英語：parabens）简称羟苯酯，是一類用在化妆品及药品工業中的防腐剂，有时也用在食品添加剂中，它的鹽及化合物最初則用作殺細菌及殺真菌劑。在洗髮精、商業潤膚膏、刮鬍膏、人體潤滑劑、外用藥品、噴霧溶劑、化妝品、牙膏、漱口水中均可找到此類化合物。
此類化合物如此常見，是因為它們是有效且低成本的防腐劑，而且已用了一段歷史，其天然代替品如葡萄柚籽提取物不如它們般有效。然而，使用這類化合物卻愈來愈富爭議，因為在乳癌的腫瘤中曾發現它們（平均1克組織中含20納克）。它們表現出仿雌激素的作用，可能因此誘發乳癌。儘管如此，它們與乳癌間的直接關係暫時未得到證實。另外，它們仿雌激素的特性可能会令女童青春期提前变得更普遍。。

## 化學性質
对羟基苯甲酸酯是对羟基苯甲酸的酯。常見的品種包括其甲酯（E編碼：E218）、乙酯（E214）、丙酯（E216）、丁酯和己酯（E209）。此頁右上角的圖為此類化合物的通用結構，R為一烷羥，可為甲基、乙基、丙基或丁基。

## 天然存在
有些对羟基苯甲酸酯在植物中存在，如藍莓、蘆薈中存在對羥基苯甲酸甲酯，作為其抗微生物劑。

## 合成
对羟基苯甲酸酯可由對羟基苯甲酸加上適當的醇（如甲醇、乙醇和1-丙醇）的酯化反應製成。對羟基苯甲酸則可以苯酚鉀和二氧化碳，經科爾貝－施密特反應製成。

## 毒理學
對齧齒目動物之急性、次慢性及慢性反應的研究指出对羟基苯甲酸酯實際上無毒，它們被急速吸收、代謝，然後排泄。其主要代謝物為對羟基苯甲酸、對羥基馬尿酸、對羥基苯甲基葡萄糖醛酸鹽和對羰基苯基硫酸鹽。

### 過敏反應
對羥基苯甲酸酯對擁有正常皮膚的人的大多數部份不會造成刺激和敏感，可是對少數有對羥基苯甲酸酯過敏的人卻會刺激皮膚甚至導致刺激性皮膚炎和酒槽鼻。

### 乳癌
在20個乳房肿瘤組織的小样本中，對羥基苯甲酸酯的平均濃度為每克20納克。這些發現連同某些對羥基苯甲酸酯所展現出來的部份近似雌激素（一種參與乳癌發展的荷爾蒙）的特性，使有些科學家總結出對羥基苯甲酸酯與乳癌的發生有關，並要求研究這種因果關聯存在與否。根據一份英國研究指出，由分子生物學家Philippa Darbre帶領的團隊在腫瘤找到的對羥基苯甲酸酯顯示它們來自用於皮膚的物質，例如腋下防臭劑、乳膏和體用噴霧，並指出此結果解釋了為何近60%的乳房腫瘤都在乳房的上外方近腋下的部分找到。應用毒理學期刊編輯菲利普·哈維（Philip Harvey）則認為，雖然研究未證實對羥基苯甲酸酯導致那些腫瘤的形成，但與乳癌個案的增加有確實關係。另外，美國伊利諾州西北大學的一個研究則指出年輕時期被確診乳癌與經常使用止汗劑、防臭劑和腋下脫毛膏有關。
儘管如此，尚未有證據證明對羥基苯甲酸酯與乳癌的因果關係。美國癌症協會總結，未有足夠的科學證據證實使用如止汗劑的用品會增加個人患上乳癌的風險，但亦指出需要更大型的研究查明對羥基苯甲酸酯如何影響患癌風險（如有）。

### 雌激素活動
動物實驗總結出對羥基苯甲酸酯有弱的雌激素活動，如同仿雌激素。

### 日光暴露
有研究指出對羥基苯甲酸甲酯在皮膚上會與紫外線B反應，加速皮膚老化和破壞DNA。

## 爭議
以上研究所致的科學辯論已引起大眾爭議，當中包括討論持續使用對羥基苯甲酸酯作為防腐劑可能的致癌風險和其雌激素效果。
主流的化妝品工業廠商根據此類化合物的長期使用和安全紀錄及科學研究，相信它們與多數化妝品中的成份無異，可以安全使用。而關注化妝品成份的公眾權益機構則相信需要更多的研究，以證明此類化合物的安全性（稱為「預防原則」）。對內分泌干擾素的擔憂亦使顧客和公司尋求無此類化合物的替代品。